# Refugio Independencia Argentina
El refugio Independencia Argentina es un refugio antártico ubicado en cerro Nevado, en proximidades de la bahía Esperanza de la península Trinidad, en el norte de la península Antártica. Inaugurado el 21 de octubre de 1967, está administrado por el Ejército Argentino.
Es uno de los 18 refugios que se hallan bajo responsabilidad de la base Esperanza, que se encarga de las tareas de mantenimiento y cuidado.
Posee capacidad para 12 personas, víveres para dos meses, combustible, gas y botiquín de primeros auxilios.